# Rivals
Rivals, Langtitel Rivals – Zwei Brüder: Ein Cop … ein Bankräuber, ist ein französischer Kriminalfilm von Jacques Maillot aus dem Jahr 2008. Im deutschen Fernsehen wurde der Film unter dem Titel Ungleiche Brüder ausgestrahlt.

## Handlung
Lyon im Jahr 1979: François ist Polizist und lebt nach der Trennung von Frau und Kind allein. Sein Bruder Gabriel wurde nach einem Mord zu zehn Jahren Haft verurteilt und steht nun kurz vor der Entlassung. Seinem schwerkranken Vater zuliebe, der insgesamt vier Geschwister allein großgezogen hat, erklärt sich François bereit, Gabriel bei seinen ersten Schritten in Freiheit zu unterstützen. Er vermittelt ihm über einen Verwandten seiner Ex-Frau Arbeit in einem Supermarkt und lässt ihn bei sich im Haus unterkommen. Tatsächlich scheint Gabriel sein Leben zunächst in den Griff zu bekommen. Er will ehrlich leben, engagiert sich bei seiner neuen Arbeit als Kistenpacker und lernt im Supermarkt die Kassiererin Nathalie kennen. Beide werden ein Paar. François wiederum verliebt sich in Corinne, die Frau des Verbrechers José, den François selbst hinter Gitter gebracht hat. Sie reagiert zunächst ablehnend, trifft sich später jedoch mit François und beide werden ebenfalls ein Paar.
Mit seinem Zellenkumpel Paulo will Gabriel bodenständig werden. Auf eine mündliche Zusage hin beginnen sie, einen verfallenen Imbissladen zu renovieren. Sie träumen davon, hier ein kleines Geschäft eröffnen zu können. Als der Laden fertig renoviert ist, verweigert ihnen ihr Kontakt eine Nutzung, hat es doch Beschwerden über die beiden Vorbestraften gegeben. Wütend zünden beide den Imbiss an. Obwohl seine finanzielle Lage schlecht ist, verweigert sich Gabriel einer Zusammenarbeit mit seinen früheren Kumpanen. Er trennt sich jedoch von Nathalie, sei es doch besser für sie. Als seine Ex-Frau Monique über einen Anwalt Alimente von ihm fordert, nimmt Gabriel schließlich doch einen Auftrag an. Er erschießt vier Männer, die einer anderen Bande im Weg standen.
François hat sich unterdessen entschlossen, mit Corinne leben zu wollen. Sie stimmt zu und trennt sich bei einem Gefängnisbesuch von ihrem Mann José. Der schwört Rache – kurz darauf stehen zwei seiner Verwandten vor Corinnes Tür, um die kleine Tochter Valentine mitzunehmen. In ihrer Verzweiflung stürzt sich Corinne auf einen Tisch mit Gläsern und wird schwerverletzt ins Krankenhaus gebracht. François bringt Valentine zu Corinnes Großeltern in Sicherheit.
Gabriel erkennt, dass er nicht ohne Nathalie sein will. Er gesteht ihr seine Liebe und macht ihr einen Heiratsantrag, den sie annimmt. Weihnachten verbringen die Brüder mit ihren weiteren Geschwistern und dem Vater. Gabriel hat viele Geschenke mitgebracht, wobei das Geld angeblich aus Pferdewetten stammt. Während Gabriel feiert, wird der Supermarkt, in dem er arbeitet, überfallen. Angestellte erkennen Komplizen Gabriels wieder, sodass bald feststeht, dass Gabriel mit dem Einbruch, bei dem die Tageseinnahmen gestohlen wurden, in Verbindung stehen muss. Er wird verhaftet, jedoch freigelassen, als man ihm nichts nachweisen kann. François hat dennoch genug: Er wirft Gabriel raus. Da er in Lyon als Polizist so nicht mehr arbeiten kann, wird er nach Annecy versetzt. Er zieht mit Corinne zusammen. Das Verhältnis zum Bruder ist so schlecht, dass er nicht einmal auf dessen Hochzeit mit Nathalie erscheint. Erst Monate später versöhnen sich die Brüder, als Gabriel François bittet, Patensohn für seine neugeborene Tochter zu werden. Zu dem Zeitpunkt hat sich Gabriel bereits ein neues, ebenso lukratives wie illegales Geschäft aufgebaut: Mit seiner Ex-Frau Monique betreibt er ein Bordell, in dem illegal Frauen beschäftigt werden. Das Geschäft läuft so gut, dass weitere Häuser unter anderem in Annecy eröffnet werden. In der Gegend angestammte Prostituierte werden bedroht und zusammengeschlagen, woraufhin François von den Häusern erfährt und zu ermitteln beginnt. Er ahnt, dass sein Bruder an der Sache beteiligt sein könnte. Gleichzeitig fürchtet er um die Sicherheit von Corinne, die von José bedroht wird. Auch gegen François hat José Todesdrohungen ausgestoßen, weshalb Gabriel plant, José aus dem Weg zu räumen, um seinen Bruder zu schützen. François wiederum quittiert seinen Dienst bei der Polizei, als er erfährt, dass Gabriel am nächsten Tag wegen des Bordellbetriebs verhaftet werden soll. Er ruft Gabriel an, sagt jedoch nichts. Gabriel vermutet François und wird misstrauisch, flieht jedoch nicht. Am nächsten Morgen wird Gabriel verhaftet und erzählt den Polizisten von der Gefahr, in der François schwebt. Nach kurzen Recherchen zu José suchen die Polizisten François auf, der jedoch bereits von José niedergeschossen wurde und in Gabriels Armen stirbt.

## Produktion
Rivals beruht auf dem Roman Deux frères flic et truand von Bruno Papet und Michel Papet. Regisseur Jacques Maillot hatte sich bereits 2000 die Rechte am Buch gesichert. Er plante zunächst, es als Mehrteiler für das Fernsehen zu realisieren, entschied sich schließlich jedoch für eine Umsetzung als Spielfilm. Die Dreharbeiten liefen von Januar bis März 2007 und fanden in Paris und Umgebung, Lyon und Annecy statt. Die Kostüme schufen Bethsabée Dreyfus, Aline Dupays und Mélanie Gautier, die Sets stammen von Daphné Deboaisne.
Der Film kam am 6. Februar 2008 in die französischen Kinos, wo er von rund 528.500 Zuschauern gesehen wurde. In Deutschland erschien der Film am 12. September 2011 direkt auf DVD und wurde am 28. Dezember 2012 im Ersten im deutschen Fernsehen gezeigt. Guillaume Canet, der in Rivals die Rolle des François innehatte, realisierte 2013 mit Blood Ties ein Hollywood-Remake des Films.

## Synchronisation
| Rolle    | Darsteller      | Synchronsprecher  |
| -------- | --------------- | ----------------- |
| François | Guillaume Canet | Viktor Neumann    |
| Gabriel  | François Cluzet | Joachim Tennstedt |
| José     | Mehdi Nebbou    | Nico Mamone       |
| Monique  | Carole Franck   | Sabine Arnhold    |

## Kritik
Für das Lexikon des internationalen Films war Rivals ein „dicht inszenierter Kriminalfilm“ und ein „kriminell grundiertes Familiendrama, das durch die überzeugenden Darsteller glaubwürdig wird.“ „Gangsterkrimi der guten, alten Schule“, befand Cinema.